# Epyris mureungensis
Epyris mureungensis  (лат.) — вид мелких ос рода Epyris из семейства Bethylidae. Юго-Восточная Азия: Южная Корея.

## Описание
Мелкие бетилоидные осы чёрного цвета, длина около 6 мм. Этот вид похож наEpyris idaten, имея полностью гладкое тело; жвалы с верхушечным зубцом; каждая щитковая ямка отделена друг от друга более чем на один её максимальный диаметр; метакарпус равна длине птеростигмы. Тем не менее, у этого нового вида ноги чёрные, за исключением коричневых голени и лапок; антенна короткая, не превышает заднего края проподеального диска; проподеальный диск в 0,6 раза больше ширины; тогда как у E. idaten нога чёрная, за исключением бёдер и нижней половины голени, темные каштановые; вершинная половина голени и лапки светлые; промежуток между точками на лбу гладкий; антенна длинная, превышает задний край проподеального диска; длина проподеального диска равна ширине. Нижнечелюстные щупики состоят из 6, а нижнегубные — из 3 члеников (формула щупиков: 6,3). Усики самок и самцов 13-члениковые. Боковые доли клипеуса редуцированы, передний край наличника выступающий. Предположительно, как и другие виды своего рода паразитоиды личинок насекомых, в основном, почвенных жуков чернотелок Tenebrionidae.
Вид был впервые описан в 2011 году корейскими гименоптерологами Jongok Lim (Division of Forest Biodiversity, Korea National Arboretum, Пхочхон, Кёнгидо, Южная Корея) и Seunghwan Lee (Research Institute for Agriculture and Life Sciences, College of Agriculture and Life Sciences, Yeungnam University, Daehak, Gwanak, Сеул, Южная Корея).